# Суздальская улица (Москва)
Су́здальская улица — расположена в Восточном административном округе города Москвы на территории района Новокосино.

## История
До 1965 в Вешняках располагалась Парковая улица, которая была переименована в 1965 году в Суздальскую, а в 1987 году название было перенесено на новую улицу района Новокосино. Строительство улицы началось в конце 80-х годов, после возведения улиц Городецкой, Новокосинской, Салтыковской. Большую часть улицы занимала небольшая свалка и кукурузные поля. Через неё проходила маленькая речка, приток Рудневки (Банная Канава), впоследствии убранная в трубу. Название дано в честь города Суздаля в связи с расположением улицы на востоке города.

## Расположение
Расположена за пределами Московской кольцевой автодороги. Является продолжением Большой Косинской улицы и огибает Новокосино с северо-запада, меняя направление с северного на восточное.
К улице примыкает Суздальский проезд, улицы: Николая Старостина, Городецкая, Салтыковская. На улицу выходят два выхода станции метрополитена «Новокосино», открытой 30 августа 2012 года. «Храм всех Святых в земле Российской просиявших в Новокосино», строительство которого обусловлено программой поместных церквей, также расположен на Суздальской улице. Рядом с храмом находится искусственный пруд, пригодный для рыбалки. Неподалёку есть родник.

## Учреждения на улице
Управа района Новокосино, дом 20 А, Отдел центра жилищных субсидий № 26, дом 24, корпус 2, Инженерная служба района, дом 34 А, Почтовое отделение 673.
Социально-миссионерский центр по работе с людьми с нарушением слуха при храме часовне на Суздальской улице.

## Транспорт

### Метро
- Станция метро «Новокосино» Калининской линии.[10][11]

### Автобус
№ 773 «Станция Реутово — 9-й микрорайон Кожухова».
№ 885 «3-й микрорайон Новокосина — 2-й квартал Люберецких полей».
№ 613 «3-й микрорайон Новокосина — платформа Вешняки».

### Троллейбус
С 19 ноября 2007 года троллейбусы, следующие из Новокосинского троллейбусного парка в Ивановское и обратно, останавливаются для посадки и высадки пассажиров на всех попутных автобусных и троллейбусных остановках.

## Объекты
20 января 2013 года на улице начал работу каток с искусственным льдом, согласно приказу мэра Сергея Собянина о создании подобных катков в каждом районе столицы.
Построено новое футбольное поле стадиона «Олимп». Будет построен футбольный манеж с пристроенным зданием административно-бытового корпуса, крытой стоянкой на две единицы спецтехники, а также проезды, разворотная стоянка, автостоянки, площадки для автобусов.